# Zenillia rufofemorata
Zenillia rufofemorata là một loài ruồi trong họ Tachinidae.